# Liste der Naturdenkmale in Stödtlen
| Naturdenkmale | Anzahl |
| ------------- | ------ |
| FND           | 3      |
| END           | 3      |
| Gesamt        | 6      |

Die Liste der Naturdenkmale in Stödtlen nennt die verordneten Naturdenkmale (ND) der im baden-württembergischen Ostalbkreis liegenden Gemeinde Stödtlen. In Stödtlen gibt es insgesamt sechs als Naturdenkmal geschützte Objekte, davon drei flächenhafte Naturdenkmale (FND) und drei Einzelgebilde-Naturdenkmale (END).
Stand: 1. November 2016.

## Flächenhafte Naturdenkmale (FND)
| Name                                            | Bild | Kennung     | Einzelheiten | Position | Fläche Hektar | Datum |
| ----------------------------------------------- | ---- | ----------- | ------------ | -------- | ------------- | ----- |
| Feuchtgebiet an der Rotach                      | BW   | 81360680006 | Stödtlen     | ⊙        | 3,2           |       |
| Uferschwalben-Kolonie Gaxhardt                  | BW   | 81360680002 | Stödtlen     | ⊙        | 0,2           |       |
| Weiher mit Feuchtwiesen u. Gehölz bei Strambach | BW   | 81360680005 | Stödtlen     | ⊙        | 4,3           |       |
| Legende für Naturdenkmal                        |      |             |              |          |               |       |

## Einzelgebilde (END)
| Name                     | Bild | Kennung     | Einzelheiten | Position | Fläche Hektar | Datum |
| ------------------------ | ---- | ----------- | ------------ | -------- | ------------- | ----- |
| 2 Eschen bei Dambach     | BW   | 81360680001 | Stödtlen     | ⊙        | 0,0           |       |
| 2 Linden in Regelsweiler | BW   | 81360680003 | Stödtlen     | ⊙        | 0,0           |       |
| 3 Linden am Bierkeller   | BW   | 81360680004 | Stödtlen     | ⊙        | 0,0           |       |
| Legende für Naturdenkmal |      |             |              |          |               |       |